# Abdellah Farah
Abdellah Farah (en arabe : عبد الله فرح), né le 1er juin 2001 à El Gara au Maroc, est un footballeur marocain évoluant au poste d'attaquant à l'US Touarga.

## Biographie

### Jeunesse et débuts
Abdellah Farah voit le jour le 1er juin 2001 à El Gara, situé dans la Province de Berrechid à 50 km de Casablanca. Il est le fils de l'ancien basketteur Idris Farah, surnommé "Bomzdi".
Il rejoint le centre de formation du Moghreb de Tétouan en 2012 et passe par toutes les catégories des jeunes avant d'atteindre l'équipe junior du club en 2018. 
Abdellah Farah est ensuite recruté par le Raja Club Athletic et rejoint donc son centre de formation, où il s'impose rapidement avec l'équipe espoir sous la direction de Abdelilah Fahmi.

### Raja Club Athletic (depuis 2021)
À l'été 2021, il est remarqué par le tunisien Lassaad Chabbi qui le convoque en équipe première. Le 26 juin, il dispute son premier match professionnel contre le Difaa d'El Jadida en championnat au Stade Mohammed-V (victoire 2-0).
Le 14 juillet, il entre en seconde mi-temps et inscrit son premier but avec le Raja CA contre le Moghreb de Tétouan grâce à une passe décisive de Soufiane Rahimi (victoire 4-1).
Il rejoint l'équipe pour un stage de préparation d'avant-saison qui s'est tenu entre le 7 et le 17 octobre à Marrakech.
Le 20 octobre, Farah inscrit le deuxième but de sa carrière professionnelle à la 5e minute au titre de la 6e journée du championnat contre le Mouloudia Club d'Oujda au Stade d'honneur (victoire 1-3).
Le 23 octobre, Il joue son premier match dans les compétitions continentales lors du deuxième de la Ligue des champions contre les libériens du Liberia Petroleum Refining Company Oilers comme avant-centre. Il délivre la passe du second but à Mahmoud Benhalib (2-0).

### Carrière internationale
Le 7 octobre 2020, il est sélectionné avec l'équipe du Maroc -20 ans pour une double confrontation amicale contre la Mauritanie -20 ans au Complexe Mohammed VI à Salé.
En octobre 2021, il figure pour la première fois sur la liste du Maroc olympique concoctée par Hicham Dmii pour un stage de préparation au Centre sportif de Maâmora à Salé du 4 au 12 octobre.
Le 15 septembre 2022, il est convoqué par Hicham Dmii avec le Maroc olympique pour une double confrontation face au Sénégal olympique dans le cadre d'un stage de préparation pour les qualifications aux Jeux olympiques d'été de 2024.
Le 22 mars 2023, il retourne avec le Maroc olympique sous le nouveau sélectionneur Issame Charaï pour un match amical face à la Côte d'Ivoire olympique à Rabat dans le cadre des préparations à la Coupe d'Afrique des nations de football des moins de 23 ans qui se déroulera au Maroc en 2023,. Lors de ce match, il est titularisé et est remplacé en deuxième mi-temps par Abdellah Haimoud (défaite, 2-3).